# نوردفيزن

الأعضاء والأعضاء المنتسبون في نوردفيزن

نوردفيزن هو مشروع تعاوني بين سبعة قنوات تلفزيونية للبث العام في بلدان الشمال تأسس عام 1959 ويشمل إذاعة دي آر الدانماركية، هيئة الإذاعة النرويجية، الخدمة الإذاعية الوطنية الأيسلندية، التلفزيون السويدي، هيئة الإذاعة الفنلندية. في حين يعد الراديو السويدي، الراديو التعليمي السويدي، الهيئة الجرينلاندية للإذاعة والتليفزيون وبث جزر فارو أعضاء منتسبين فقط.
وتشمل مهمة نوردفيزن الرئيسية الإنتاج الدولي المشترك وتبادل البرامج التلفزيونية بين هذه الدول. ويوجد مقرها في كوبنهاغن.
1. ↑  "Det nordiske tv-samarbejde flytter til København". راديو الدنمارك. 24 يوليو 2006.
2. ↑  وصلة مرجع: https://www.nordvision.org/om_nordvision/historik/.